# Stensjön (Färila socken, Hälsingland, 684280-148377)
Stensjön är en sjö i Ljusdals kommun i Hälsingland och ingår i Ljusnans huvudavrinningsområde. Sjön är 12,7 meter djup, har en yta på 0,901 kvadratkilometer och befinner sig 310 meter över havet. Sjön avvattnas av vattendraget Gryckån (Lillskogsån).

## Delavrinningsområde
Stensjön ingår i det delavrinningsområde (684298-148509) som SMHI kallar för Utloppet av Stensjön. Medelhöjden är 362 meter över havet och ytan är 9,28 kvadratkilometer. Det finns ett avrinningsområde uppströms, och räknas det in blir den ackumulerade arean 31,25 kvadratkilometer. Gryckån (Lillskogsån) som avvattnar avrinningsområdet har biflödesordning 3, vilket innebär att vattnet flödar genom totalt 3 vattendrag innan det når havet efter 178 kilometer. Avrinningsområdet består mestadels av skog (76 procent). Avrinningsområdet har 0,9 kvadratkilometer vattenytor vilket ger det en sjöprocent på 9,7 procent.